# Frank Hegarty
Francis Anthony « Frank » Hegarty (né le 14 décembre 1892 à Londonderry et mort le 10 août 1944 à Rugby) est un athlète britannique spécialiste du fond. Il était affilié au Rugby Harriers.

## Biographie

### Palmarès
| Date | Compétition           | Lieu   | Résultat | Épreuve          | Performance   |
| ---- | --------------------- | ------ | -------- | ---------------- | ------------- |
| 1920 | Jeux olympiques d'été | Anvers | 5e       | Cross individuel | 27 min 57 s 0 |
| 1920 | Jeux olympiques d'été | Anvers | 2e       | Cross par équipe | 21 pts        |

### Records
| Épreuve | Performance   | Lieu | Date |
| ------- | ------------- | ---- | ---- |
| 4 miles | 20 min 58 s 2 |      | 1920 |